# Zbigniew Waleryś
Zbigniew Waleryś (ur. 4 października 1957 w Wąsoszu) – polski aktor, ukończył Studium Aktorskie przy Teatrze Polskim we Wrocławiu w 1979.

## Życiorys
Zadebiutował 3 listopada 1977 rolą teatralną w „Hamlecie” Williama Shakespeare’a na scenie Teatru Polskiego we Wrocławiu. Występował w teatrach: Polskim we Wrocławiu (1977–1979), Lubuskim w Zielonej Górze (1979–1980), Polskim we Wrocławiu (1982–1986), im. Stefana Jaracza w Olsztynie (1991–1992), Dramatycznym w Legnicy (1992–1995), im. C.K. Norwida w Jeleniej Górze (1995–1996), Wrocławskim Teatrze Współczesnym (1996–1997), im. Heleny Modrzejewskiej w Legnicy (2003–2004) oraz w Teatrze Polskim w Poznaniu (2008–2012).
Od 1986 do 1990 roku aktor przebywał na emigracji w Niemczech, Kanadzie i USA.

## Filmografia
- 1978: Schemat (etiuda szkolna) – obsada aktorska
- 1982: Mewa (etiuda szkolna) – chłopak
- 1985: Sezon na bażanty – sprzedawca
- 1986: Na kłopoty… Bednarski – ulotkarz (odc. 4, 7)
- 1987: Pusta klatka – facet
- 1993: Obcy musi fruwać – dozorca
- 1996: The island on bird street – Żyd w getcie
- 2000: Weiser – sąsiad Kowalski
- 2001: Świat według Kiepskich – mężczyzna (odc. 95)
- 2001: Quo Vadis – Paweł z Tarsu
- 2002: Wiedźmin – członek rady elfów
- 2002: The Pianist – krytyk muzyczny
- 2005: Pierwsza miłość – Boduch
- 2007: Biuro kryminalne – Rataj, właściciel sklepu (odc. 55)
- 2009: Sprawiedliwi – Grosman, krawiec w Treblince (odc. 1)
- 2009: Operacja Dunaj – Honza, członek orkiestry
- 2009–2011: Na dobre i na złe – patomorfolog Manfred Piątkowski
- 2010: Czas honoru – Szejnfeld, kierownik szopu krawieckiego w getcie (odc. 28-29, 31-32, 35-36, 38)
- 2011: Plebania – Kupczyk (odc. 1627)
- 2012: Galeria – sąsiad (odc. 40)
- 2012: Przepis na życie – krawiec (odc. 45)
- 2012: Paradoks – ksiądz Janusz (odc. 4)
- 2013: Papusza – Dionizy Wajs, mąż Papuszy
- 2013–2018: M jak miłość – Stefan, dziadek Basi
- 2013: Lekarze – profesor Zbigniew Nurowski (odc. 30)
- 2014: Przebudzenie – psychiatra
- 2014: Obywatel – Szlomo Silber
- 2014: Kabaret śmierci – żyd w getcie warszawskim
- 2015: Sprawiedliwy – Szmul
- 2015: Prokurator – doktor Marek Bursztynowicz (odc. 8)
- 2015: Ojciec Mateusz – Eryk Zagórny, znajomy babci Lucyny (odc. 185)
- 2015: Ładnie tu (etiuda szkolna) – obserwator
- 2015: Koń... który pragnął więcej – prowadzący
- 2015, od 2017: Dziewczyny ze Lwowa – pop
- 2015: Body/Ciało – policjant przy wisielcu
- 2015: 10:15 na pogrzeb (etiuda szkolna) – podróżny
- 2016: Wołyń – stary Ukrainiec
- 2016: Past life – pan Weinberg
- 2016: Komisja morderstw – Samuel Roth, syn Abiga (odc. 9)
- 2017: Sztuka kochania – handlarz na bazarze Różyckiego
- 2017: O mnie się nie martw – profesor Michał Sawicki (odc. 67, 73-74, 90)
- 2017: Labirynt świadomości – Avi Gutman, ojciec Jakuba
- 2018: Zabijanie Gomułki (spektakl telewizyjny) – pan trąbka
- 2018: Rojst – Zbigniew Bryński, redaktor naczelny Kuriera Wieczornego
- 2018: Leśniczówka – profesor Władysław Pietras (odc. 11, 31-32, 59)
- 2018: Kler – pan Edward
- 2018: Fuga – Marian Kwiatkowski, ojciec Kingi
- 2018: 1983 – Shulman, minister spraw zagranicznych Izraela (odc. 8)
- od 2018: Korona królów – karczmarz Samuel
- od 2019: Pierwsza miłość (serial telewizyjny) – Jacek Marski, ojciec Doroty
- od 2019: Przyjaciele Misia i Margolci – dziadek Eugeniusz

### Spektakle Teatru Telewizji
- 2005 – Wschody i zachody miasta jako Elias Auerbach
- 2004 – Pan Dwadrzewko jako Ignacy
- 1997 – Śledztwo
- 1996 – Życie Galileusza jako członek Rady
- 1984 – Transatlantyk

## Nagrody
- 1995 – Złota Iglica dla najpopularniejszego aktora wrocławskiego
- 2003 – IV miejsce w poznańskim konkursie Verba Sacra na interpretację tekstów biblijnych i Ojców Kościoła dla zawodowych aktorów
- 2007 – Nagroda jury na VI Festiwalu Prapremier w Bydgoszczy za rolę Pana Trąby w spektaklu „Zabijanie Gomułki”
- 2008 – Wyróżnienie za rolę męską na XIV Ogólnopolskim Konkursie na wystawienie polskiej sztuki współczesnej za rolę Oresta w przedstawieniu „Łemko”
- 2011 – Nagroda na XI Festiwalu Dramaturgii Współczesnej „Rzeczywistość przedstawiona” w Zabrzu za rolę Józefa w spektaklu „Józef i Maria”.
- 2013 – Nagroda na 38. Gdynia – Festiwal Filmowy za drugoplanową rolę męską w filmie „Papusza”